# Ignacy Jakub II
Ignacy Jakub II – duchowny monofizyckiego kościoła jakobickiego, w latach 1847–1871 roku syryjsko-prawosławny patriarcha Antiochii.